# 오미자과
오미자과(五味子科, 학명: Schisandraceae 스키산드라케아이[*])는 아우스트로바일레이아목의 과이다. 목본식물 3속 79종으로 이루어져 있으며, 한국에서는 남오미자, 붓순나무, 오미자, 흑오미자 4종이 자생한다. 여러 종이 방향유를 함유한다.

## 하위 분류
- 남오미자속(Kadsura Kaempf. ex Juss.)
- 붓순나무속(Illicium L.)
- 오미자속(Schisandra Michx.)

## 계통 분류
2016년 APG IV 분류 체계에서는 (남오미자속, 붓순나무속, 오미자속을 포함하는 넓은 의미의) 오미자과를 속씨식물군 아우스트로바일레이아목 아래에 분류하며, 이는 2009년 APG III 분류 체계 및 2003년 APG II 분류 체계의 분류와 동일하다. 다만 APG II 분류 체계에서는 붓순나무속을 붓순나무과(Illiciaceae)로 분리하는 것도 허용한다. 그 이전의 1998년 APG 분류 체계에서는 속씨식물군 아래에 목을 따로 두지 않고 (남오미자속과 오미자속을 포함하는 좁은 의미의) 오미자과와 붓순나무과를 별개의 과로 인정했다.
그 외에 1981년 크론퀴스트 분류 체계는 오미자과와 붓순나무과를 목련문(Magnoliophyta[=속씨식물]) 목련강(Magnoliopsida[=쌍떡잎식물]) 목련아강(Magnoliidae) 붓순나무목(Illiciales) 아래에 분류했다.